# Fontaine-le-Dun
Pour les articles homonymes, voir Fontaine et Dun.
Fontaine-le-Dun est une commune française située dans le département de la Seine-Maritime en région Normandie.

## Géographie

### Localisation
La commune se trouve dans le pays de Caux.

### Communes limitrophes
|           | Saint-Pierre-le-Viger |                         |
| Houdetot  | Fontaine-le-Dun       | Gruchet-Saint-Siméon    |
| Bourville | Autigny               | Crasville-la-Rocquefort |

### Hydrographie
La commune est située dans le bassin Seine-Normandie. Elle est drainée par le Dun et le fossé des Marettes,,.
Le Dun, d'une longueur de 13 km, prend sa source dans la commune de Autigny et se jette  dans la Manche à Saint-Aubin-sur-Mer, après avoir traversé huit communes. 
Un plan d'eau complète le réseau hydrographique : Bourienne (10,54 ha),.

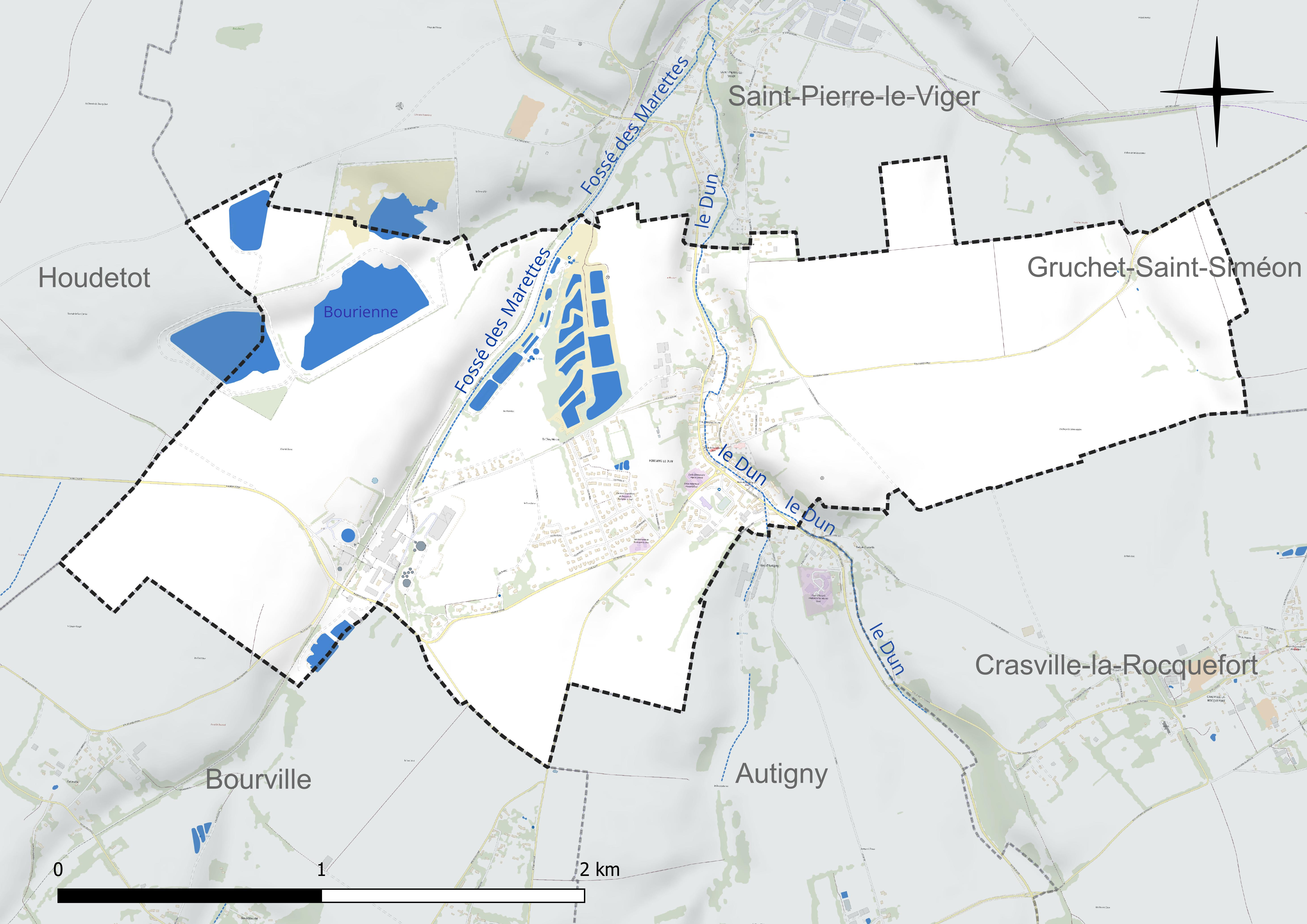
Réseau hydrographique de Fontaine-le-Dun.

### Climat
Pour des articles plus généraux, voir Climat de la Normandie et Climat de la Seine-Maritime.
En 2010, le climat de la commune est de type climat océanique franc, selon une étude du CNRS s'appuyant sur une série de données couvrant la période 1971-2000. En 2020, Météo-France publie une typologie des climats de la France métropolitaine dans laquelle la commune est exposée à un climat océanique et est dans la région climatique Côtes de la Manche orientale, caractérisée par un faible ensoleillement (1 550 h/an) ; forte humidité de l’air (plus de 20 h/jour avec humidité relative > 80 % en hiver), vents forts fréquents. Parallèlement le GIEC normand, un groupe régional d’experts sur le climat, différencie quant à lui, dans une étude de 2020, trois grands types de climats pour la région Normandie, nuancés à une échelle plus fine par les facteurs géographiques locaux. La commune est, selon ce zonage, exposée à un « climat maritime », correspondant au Pays de Caux, frais, humide et pluvieux, légèrement plus frais que dans le Cotentin.
Pour la période 1971-2000, la température annuelle moyenne est de 10,6 °C, avec une amplitude thermique annuelle de 13,5 °C. Le cumul annuel moyen de précipitations est de 935 mm, avec 13,2 jours de précipitations en janvier et 8,6 jours en juillet. Pour la période 1991-2020, la température moyenne annuelle observée sur la station météorologique la plus proche, située sur la commune d'Ectot-lès-Baons à 19 km à vol d'oiseau, est de 10,8 °C et le cumul annuel moyen de précipitations est de 905,5 mm,. Pour l'avenir, les paramètres climatiques de la commune estimés pour 2050 selon différents scénarios d’émission de gaz à effet de serre sont consultables sur un site dédié publié par Météo-France en novembre 2022.

## Urbanisme

### Typologie
Au 1er janvier 2024, Fontaine-le-Dun est catégorisée bourg rural, selon la nouvelle grille communale de densité à sept niveaux définie par l'Insee en 2022.
Elle est située hors unité urbaine et hors attraction des villes,.

### Occupation des sols
L'occupation des sols de la commune, telle qu'elle ressort de la base de données européenne d’occupation biophysique des sols Corine Land Cover (CLC), est marquée par l'importance des territoires agricoles (74,2 % en 2018), en diminution par rapport à 1990 (75,9 %). La répartition détaillée en 2018 est la suivante : 
terres arables (63,8 %), prairies (10,4 %), zones urbanisées (10,2 %), zones industrielles ou commerciales et réseaux de communication (5,5 %), eaux continentales (5,5 %), zones humides intérieures (4,7 %). L'évolution de l’occupation des sols de la commune et de ses infrastructures peut être observée sur les différentes représentations cartographiques du territoire : la carte de Cassini (XVIIIe siècle), la carte d'état-major (1820-1866) et les cartes ou photos aériennes de l'IGN pour la période actuelle (1950 à aujourd'hui).

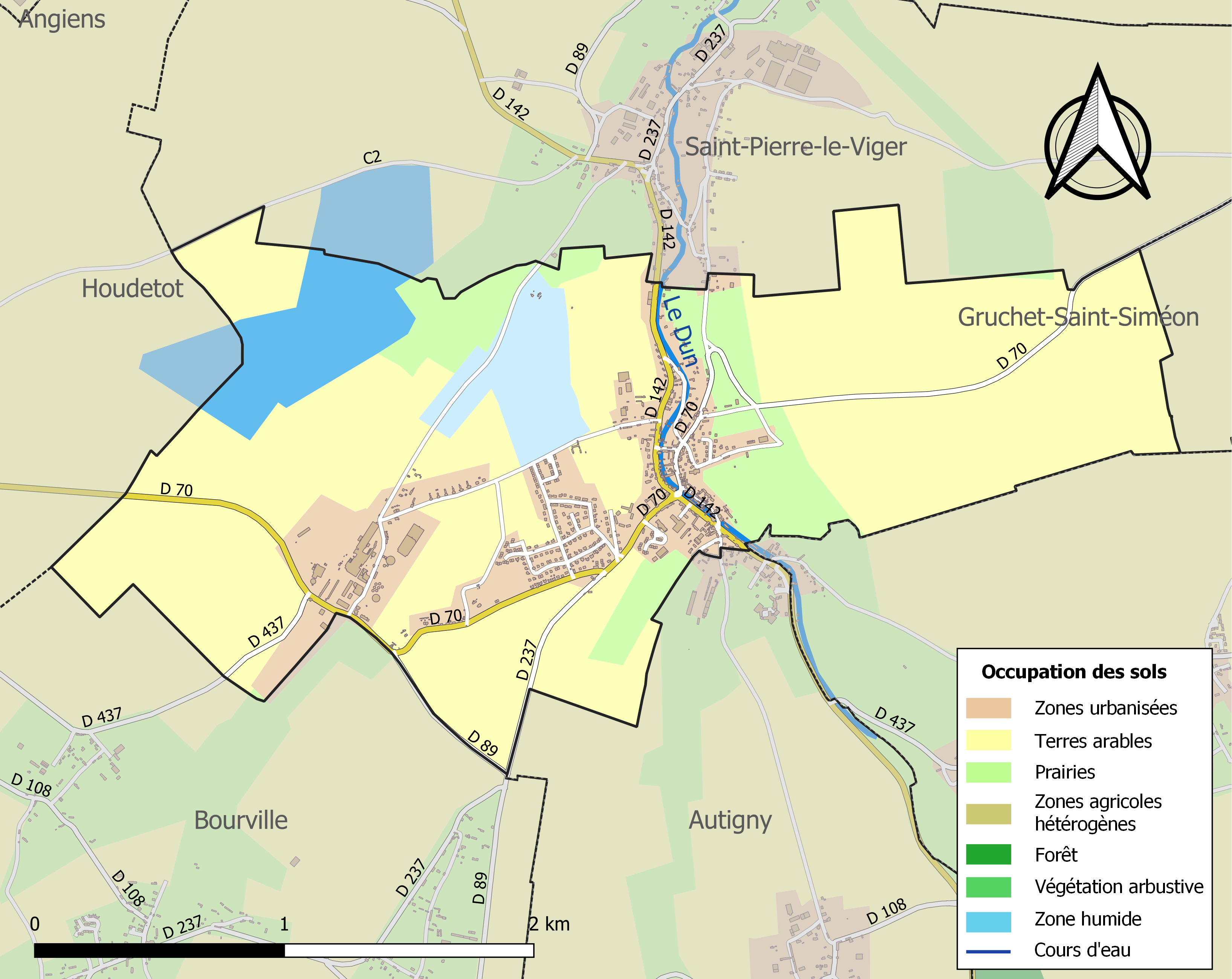
Carte des infrastructures et de l'occupation des sols de la commune en 2018 (CLC).

## Toponymie
Le nom de la localité  est attesté sous les formes Fontes de Duno en 1227, Fontes Duni en 1238 (Archives départementales de la Seine-Maritime, 19 H cart. f. 218), Fontibus Duni vers 1240, Fontaine de Dun en 1413 (Arch. S.-M. G 25, 11, 15).
La commune est traversée par le fleuve côtier le Dun. Le cours d'eau est resté à sec de nombreuses années, ne se remplissant que lors des fortes pluies, pendant l'hiver 1999-2000, il s'est remis à couler. Le mot Dun est un thème hydronymique indo-européen, conservé en celtique, et que l'on rencontre par exemple dans le Dun, rivière du Berkshire ; le Don, affluent de l'Orne ; le Don, rivière du Yorkshire et peut-être le Don, fleuve de Russie.
Dun : du gaulois *dunon (« colline »), latinisé en -dunum, apparenté à dun (« colline ») en vieil anglais, dun en vieil irlandais. Suffixe des noms de localités en rapport avec une colline, une forteresse. La forme la plus ancienne Duno est attestée vers 825.

## Histoire
Il existait autrefois une léproserie Saint-Abdon.[réf. nécessaire].

## Politique et administration
| Période                                  | Période                    | Identité              | Étiquette | Qualité                                                           |
| ---------------------------------------- | -------------------------- | --------------------- | --------- | ----------------------------------------------------------------- |
| Les données manquantes sont à compléter. |                            |                       |           |                                                                   |
| 1839                                     |                            | Alfred Labarbe        |           | Notaire, conseiller général                                       |
| 1881                                     |                            | Édouard Ouvry         |           |                                                                   |
| 1930                                     | 1941                       | Eugène Delapierre     |           | Notaire                                                           |
|                                          |                            | Auguste Arthur Courbe |           | Médecin, conseiller général                                       |
|                                          | octobre 1972               | Édouard Loisel        |           | Notaire                                                           |
|                                          |                            | Claude Courbe         |           |                                                                   |
| Les données manquantes sont à compléter. |                            |                       |           |                                                                   |
| 1991                                     | mai 2020                   | Yves Lefrique         |           | Ancien artisan dans le secteur de la peinture et de la décoration |
| mai 2020                                 | En cours (au 10 août 2020) | Philippe Étienne      |           |                                                                   |

## Démographie
L'évolution du nombre d'habitants est connue à travers les recensements de la population effectués dans la commune depuis 1793. Pour les communes de moins de 10 000 habitants, une enquête de recensement portant sur toute la population est réalisée tous les cinq ans, les populations de référence des années intermédiaires étant quant à elles estimées par interpolation ou extrapolation. Pour la commune, le premier recensement exhaustif entrant dans le cadre du nouveau dispositif a été réalisé en 2006.

En 2022, la commune comptait 876 habitants, en évolution de −3,2 % par rapport à 2016 (Seine-Maritime : +0,35 %, France hors Mayotte : +2,11 %).
| 1793 | 1800 | 1806 | 1831 | 1836 | 1841 | 1846 | 1851 | 1856 |
| ---- | ---- | ---- | ---- | ---- | ---- | ---- | ---- | ---- |
| 372  | 417  | 406  | 482  | 499  | 497  | 515  | 529  | 572  |

| 1861 | 1866 | 1872 | 1876 | 1881 | 1886 | 1891 | 1896 | 1901 |
| ---- | ---- | ---- | ---- | ---- | ---- | ---- | ---- | ---- |
| 570  | 606  | 518  | 503  | 443  | 448  | 452  | 446  | 605  |

| 1906 | 1911 | 1921 | 1926 | 1931 | 1936 | 1946 | 1954 | 1962 |
| ---- | ---- | ---- | ---- | ---- | ---- | ---- | ---- | ---- |
| 510  | 440  | 450  | 495  | 559  | 639  | 663  | 630  | 687  |

| 1968 | 1975 | 1982 | 1990 | 1999 | 2006 | 2011 | 2016 | 2021 |
| ---- | ---- | ---- | ---- | ---- | ---- | ---- | ---- | ---- |
| 607  | 641  | 796  | 962  | 978  | 956  | 855  | 905  | 885  |

| 2022 | - | - | - | - | - | - | - | - |
| ---- | - | - | - | - | - | - | - | - |
| 876  | - | - | - | - | - | - | - | - |

## Culture locale et patrimoine

### Lieux et monuments

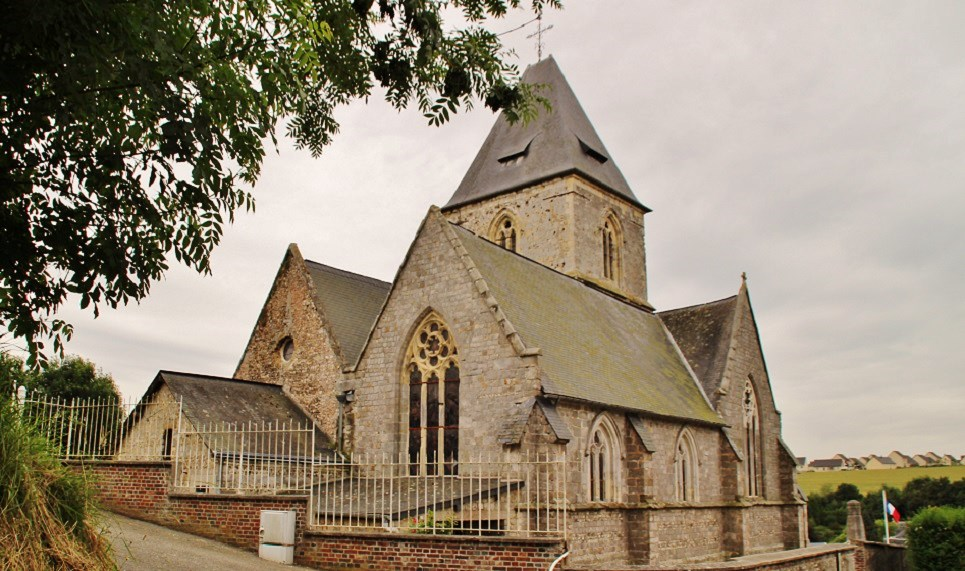
L'église paroissiale Notre-Dame.

- Église paroissiale Notre-Dame.

### Personnalités liées à la commune
- Pierre Giffard (1853-1922), homme de lettres et journaliste.

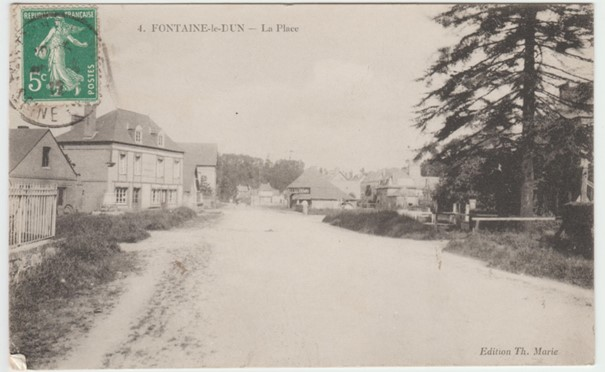
La place de Fontaine-le-Dun à la Belle Époque.

- La place de Fontaine-le-Dun à la Belle Époque.André Raimbourg, dit Bourvil (1917-1970), acteur, chanteur et humoriste français.

### Héraldique
| Armes de Fontaine-le-Dun | Les armes de la commune de Fontaine-le-Dun se blasonnent ainsi : d’azur à l’épée haute d’argent, accostée de deux croissants du même surmontés chacun d’un fer de lance d’or, au chef cousu de gueules chargé d’une croix aussi d’argent. |